# Pirometru

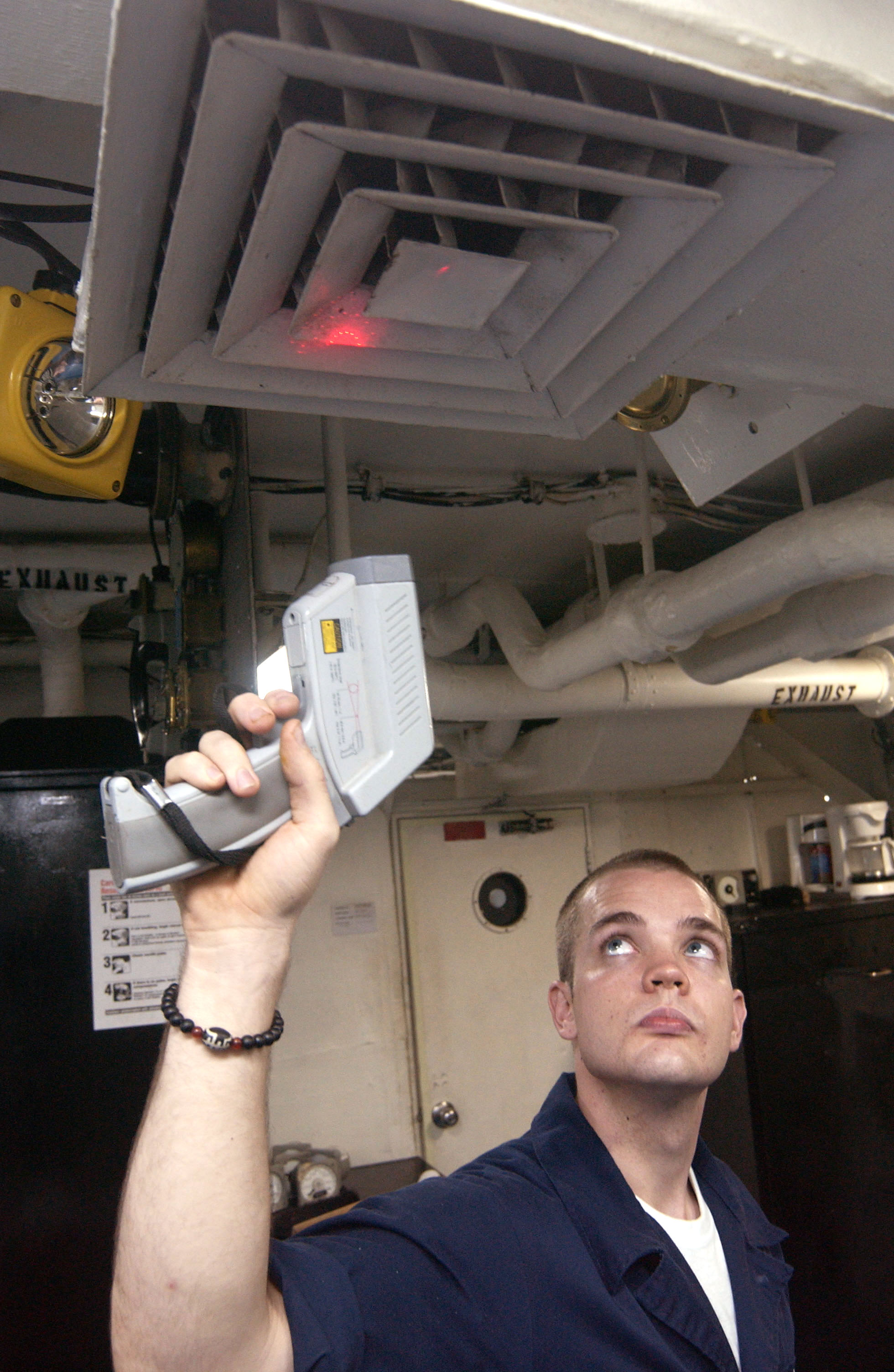
Măsurarea cu un pirometru a temperaturii sistemului de ventilaţie pe o navă.

Inițial, un pirometru era un instrument de măsurare a temperaturilor înalte,
prin temperaturi înalte înțelegându-se temperaturi la care corpurile emiteau lumină, devenind strălucitoare.
În prima parte a secolului al XX-lea era numit pirometru orice instrument care putea măsura temperaturi înalte, de exemplu instrumentele bazate pe termocupluri.
Actual prin pirometre se înțeleg instrumentele de măsurare a temperaturii (chiar destul de joase) prin metode fără contact, pe baza legilor radiației termice.
Denumirea pirometru vine din limba greacă, cuvântul „πυρ” (piro) însemnând foc, iar metru indicând un instrument de măsură.
Primul astfel de dispozitiv a fost construit de Pieter van Musschenbroek, inventatorul buteliei de Leyda.

## Radiația termică a corpurilor
Toate substanțele emit radiații electromagnetice în funcție de agitația termică a moleculelor, adică în funcție de temperatura lor.
Legile radiației folosite la măsurarea temperaturii corpurilor sunt legile lui Kirchhoff, legea Stefan-Boltzmann, legile lui Wien, legea Rayleigh-Jeans și legea lui Planck.
Legile de mai sus sunt valabile pentru corpul negru. Radiația corpurile reale este o parte a radiației corpului negru, având și o altă distribuție spectrală (adică în funcție de lungimea de undă a radiației), situație care se ia în considerare în practică prin intermediul unor coeficienți, emisivitatea totală (global, pe toate lungimile de undă), respectiv emisivitatea spectrală, pentru o anumită lungime de undă.
În practică, indicațiile pirometrelor depind de distribuția spectrală a radiațiilor dintr-o anumită bandă, separată prin filtre, noțiunea corespunzătoare fiind emisivitatea benzii.
Pentru a se obține indicații corecte, se recomandă ca vizarea suprafețelor a cărei temperatură se măsoară să se facă în direcție normală pe suprafață, sau la un unghi mai mic de 45º cu normala, altfel trebuie introduse corecții.

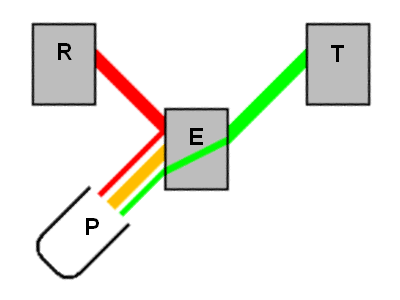
Componentele radiaţiei spre un pirometru: reflectată de la corpul R, emisă de corpul E şi transmisă de la corpul T.

Pentru orice interval mic de lungimi de undă suma dintre reflexia spectrală {\displaystyle r_{\lambda }\,}, emisivitatea spectrală {\displaystyle \epsilon _{\lambda }\,} și transmisia spectrală {\displaystyle t_{\lambda }\,} este egală cu unitatea:
{\displaystyle r_{\lambda }+\epsilon _{\lambda }+t_{\lambda }=1\,}
Ca urmare, pe lângă energia radiată de corpul E însuși (v. imaginea alăturată), acesta poate emite energie ca rezultat al reflexiei radiației corpului R sau transmisiei energiei provenite de la corpul T.
Pirometrul nu are posibilitatea să distingă energia emisă de un corp de cea provenită din alte surse. Dacă se dorește măsurarea temperaturii corpului E și corpurile R și T au aceeași temperatură cu E, asta ajută la apropierea radiației corpului E de radiația corpului negru, deci la măsurarea mai exactă a temperaturii. Dacă temperaturile corpurilor R și T sunt mai mici decât a corpului E, influența lor asupra măsurătorii nu este importantă, însă dacă temperatura lor este mai mare, radiația corpului E este mascată de a lor, caz foarte nefavorabil măsurării. Un astfel de exemplu este măsurarea temperaturii unei foi de aluminiu pe care se reflectă radiația unei flăcări.

## Tipuri de pirometre
Conform indicațiilor Organizației Internaționale de Metrologie Legală pirometrele se clasifică după diverse criterii.
După principiul de funcționare ele pot fi:
A. Pirometre de radiație care se bazează pe utilizarea radiației sursei, care depinde de temperatură. Din această categorie fac parte:
- pirometrele de radiație totală, a căror funcționare se bazează pe legea Stefan-Bolzmann,
- pirometrele de radiație parțială,
- pirometrele monocromatice (spectropirometre), a căror funcționare se bazează pe legea lui Planck.

B. Pirometre cu distribuție spectrală, care se bazează pe variația cu temperatura a distribuției spectrale relative a sursei.
După intervalul spectral de radiație există:
- pirometre optice, care lucrează în domeniul lungimilor de undă de 0,1 – 300 μm,
- radiopirometre, care lucrează în domeniul lungimilor de undă de 5×102 – 1×106 μm.

După tipul constructiv există:
- pirometre vizuale, la care detectorul de radiație este ochiul omenesc; ele pot fi pirometre optice cu dispariția filamentului sau pirometre cu pană cenușie,
- pirometre obiective, la care detectorul de radiație este o celulă fotoelectrică sau un senzor termic,
- micropirometre, destinate măsurării temperaturilor unor obiecte mici, sub 0,1 mm,
- pirometre staționare, respectiv pirometre portabile.

În afară de criteriile de mai sus pirometrele mai pot fi clasificate în funcție de intervalul de măsurare, precizie, timpul de răspuns, indicele de vizare sau compensarea emisivității.
Cele mai folosite tipuri sunt pirometrele de radiație totală și pirometrele optice cu dispariția filamentului.

### Pirometrul de radiație totală
Pirometrele de radiație totală pot măsura temperatura corpurilor într-un interval larg: de la –50 °C până la 3000 °C.
Relația dintre definiția temperaturii de radiație și legea Stefan-Bolzmann este:
{\displaystyle \epsilon _{t}\sigma T^{4}=\sigma T_{r}^{4}\,}
de unde rezultă temperatura, în funcție de temperatura de radiație:
{\displaystyle T=T_{r}{\sqrt[{4}]{\frac {1}{\epsilon _{t}}}}}
Incertitudinea măsurătorii provine din necunoașterea emisivității totale {\displaystyle \epsilon _{t}\,}, care pentru toate corpurile reale este mai mică decât 1, ca urmare temperatura de radiație indicată de pirometru este mai mică decât temperatura corpurilor.

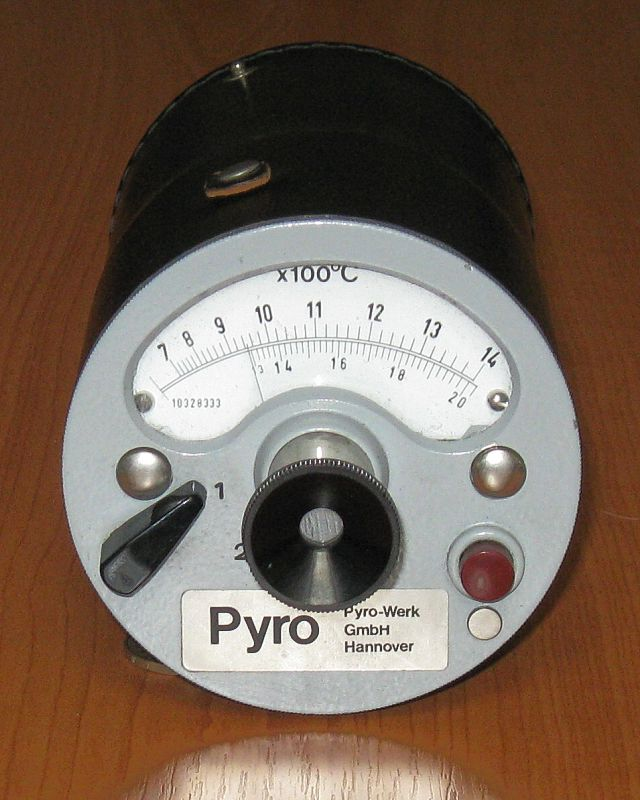
Pirometru de radiaţie totală.

Un pirometru de radiație totală este format dintr-o lunetă sau un telescop care focalizează radiația pe un senzor care generează un semnal electric pentru un instrument indicator sau înregistrator. Senzorul pirometrului de radiație totală trebuie să fie pe cât posibil neselectiv pentru ca indicațiile pirometrului să nu depindă de compoziția spectrală a energiei radiate de corp.
La pirometrele cu vizare prin lunetă (v. fig alăturată) suprafața a cărei temperatură se măsoară trebuie să acopere întregul câmp vizual al lunetei, deci trebuie să fie destul de mare.
Pentru temperaturi mai reduse (uzual sub 900 °C), când corpurile nu strălucesc, vizarea se poate face cu o rază laser, însă trebuie ținut cont că de fapt se vizează o suprafață în formă de disc, corespunzătoare intersecției cu un con cu vârful în pirometru. Există pirometre cu diferite rapoarte între distanța până la obiectul vizat și diametrul zonei vizate, între 3:1 și 60:1, iar distanțele până la care pot viza obiecte sunt între 0,15 și 3 m. Pentru ușurința vizării există pirometre care generează holografic din spotul central o rozetă de 16 spoturi care marchează diametrul zonei vizate (v. imaginea de la începutul articolului).
Precizia acestor pirometre este de 1 % (2 % pentru instrumentele foarte mici și ieftine). Toate instrumentele de acest tip dispun de afișare numerică a rezultatului, iar unele și de interfață RS-232 pentru transmiterea datelor spre echipamentele de achiziționare.

### Pirometrul optic cu dispariția filamentului

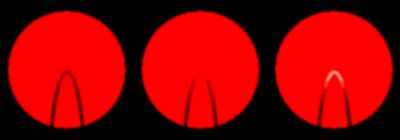
Dispariţia filamentului la pirometrul optic.

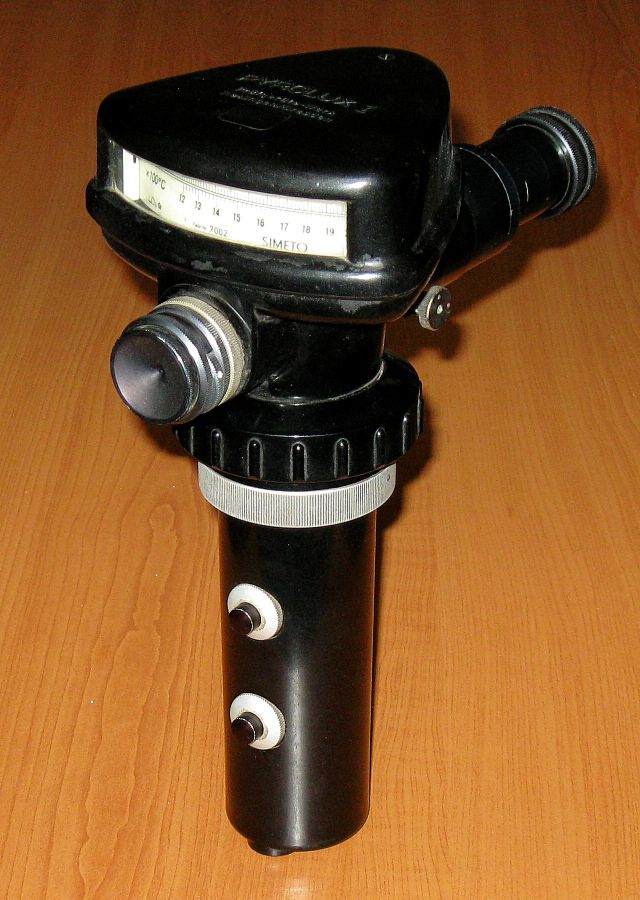
Pirometru optic cu dispariţia filamentului „Pyrolux I” folosit şi în oţelăriile din România.

Principiul de funcționare al pirometrelor optice cu dispariția filamentului se bazează pe compararea, în radiația cu o anumită lungime de undă, a luminanței (strălucirii) corpului a cărei temperatură se măsoară cu luminanța unui etalon format dintr-un filament încălzit electric, asemănător cu cel din becul incandescent. Se vizează zona strălucitoare și se reglează strălucirea filamentului pană când aceasta devine identică cu cea a corpului a cărui temperatură se măsoară. Curentul care trece prin filament este măsurat cu un miliampermetru gradat direct în grade Celsius.
Domeniul temperaturilor măsurate este 700 – 10 000 °C.
De obicei instrumentul are două sau mai multe scări, una până la 1400 °C, iar celelalte peste această temperatură și dispune de mai multe filtre, unul roșu și câte unul cenușiu (sau o combinație de filtre cenușii) pentru fiecare scară suplimentară. După vizarea propriu-zisă se introduce filtrul roșu, deoarece aprecierea strălucirii filamentului în banda roșu este mai precisă.
Dacă temperatura depășește 1400 °C, se comută scara introducând filtrele cenușii, deoarece mărirea temperaturii filamentului peste această limită produce o volatilizare a sa și o înnegrire a sticlei lămpii etalon, ceea ce duce la decalibrarea instrumentului.
Gradul de atenuare al unui filtru cenușiu se poate calcula exact pentru o anumită deplasare a scalei. Folosind diverse filtre cenușii domeniul de măsurare se poate extinde mult, păstrând etalonarea într-un singur punct fix.
Din descriere se vede că acest tip de pirometru măsoară temperatura de luminanță, care pentru o anumită lungime de undă este definită drept temperatura corpului negru la care acesta are aceeași luminanță (strălucire). 
Avantajele acestui tip de pirometru sunt că poate măsura temperatura de la distanță destul de mare, cu precizie satisfăcătoare în procesele tehnologice (în metalurgie, la elaborarea oțelului, sau la prelucrarea la cald a pieselor), respectiv poate măsura temperatura suprafețelor foarte mici, de exemplu fire metalice foarte subțiri (de 0,01 mm). Dezavantajul principal este că indicatorul de zero este ochiul omenesc, ca urmare măsurătorile sunt afectate de o anumită subiectivitate (însă eroarea nu depășește 1 %). Principala sursă de erori este faptul că temperatura de luminanță a Wolframului (din care este fabricat filamentul lămpii etalon) este mai mică (1591 K față de 1700 K) față de temperatura corpului măsurat. Un alt dezavantaj este faptul că nu poate fi folosit ca înregistrator.

### Pirometrul de culoare
Pirometrul de culoare face parte din clasa pirometrelor cu distribuție spectrală, el determinând temperatura de culoare a corpului a cărui temperatură se măsoară. Acestea determină deplasarea maximului radiației în funcție de temperatură cunform legii lui Wien. Determinarea temperaturii de culoare se poate face vizual, comparând culoarea cu cea a unei lămpi pirometrice etalon, sau cu două fotocelule în două benzi, de obicei roșu și verde, motiv pentru care mai sunt cunoscut drept pirometru bicolor.
Pentru a avea o bază teoretică cu privire la culoare și pentru domeniile din afara spectrului vizibil se folosește ca definiție a temperaturii de culoare cea în care raportul dintre puterile de emisie spectrală a radiației în două lungimi de undă {\displaystyle \lambda _{1}\,} și {\displaystyle \lambda _{2}\,} ale corpului măsurat este egal cu cel al corpului negru la temperatura respectivă.
Introducând în această egalitate formula lui Wien se poate stabili relația dintre temperatura de culoare {\displaystyle T_{C}\,} și temperatura de luminanță {\displaystyle T_{L}\,}:
{\displaystyle {\frac {1}{T_{L}}}-{\frac {1}{T_{C}}}={\frac {k\lambda }{hc}}\ln {\frac {1}{\epsilon _{C}}}}
unde {\displaystyle k\,} este constanta Boltzmann, {\displaystyle h\,}este constanta Planck, {\displaystyle c\,} este viteza luminii în vid, iar {\displaystyle {\epsilon _{C}\,}} este factorul de culoare, adică raportul dintre puterea de emisie spectrală a corpului considerat la temperatura reală {\displaystyle T\,} și lungimea de undă {\displaystyle \lambda \,} și puterea de emisie spectrală a corpului negru la temperatura {\displaystyle T_{C}\,} corespunzătoare aceleiași lungimi de undă.
Pentru două lungimi de undă, din relație dispar o serie de constante, ea devenind:
{\displaystyle {\frac {1}{T_{C}}}={\frac {{\frac {1}{\lambda _{1}T_{L1}}}-{\frac {1}{\lambda _{1}T_{L2}}}}{{\frac {1}{\lambda _{1}}}-{\frac {1}{\lambda _{2}}}}}}
Astfel, măsurându-se temperaturile de luminanță ale unui corp în două lungimi de undă, se poate determina automat temperatura de culoare a acelui corp.
Aceste pirometre tind să înlocuiască pe cele monocromatice, deoarece temperatura de culoare a filamentului de Wolfram al lămpilor pirometrice este mai apropiată de temperatura de culoare a corpului măsurat (1719 K față de 1700 K) și corecțiile introduse au un grad de certitudine mai ridicat.